# Mécanographie
La mécanographie est un ensemble de techniques mécaniques ou électro-mécaniques permettant le calcul, le traitement et la publication de l'information. Elle consiste essentiellement à rechercher et à étudier les possibilités offertes par un système ou un moyen mécanique ou électromécanique afin d'exécuter rapidement un algorithme et d'en afficher le résultat.
Avant l'émergence de l'informatique (terme apparu en 1962), la mécanographie avait pour but la réalisation de travaux de comptabilité, de gestion et de statistiques, en utilisant, comme support d'entrée des données, des cartes perforées, ou plus accessoirement des bandes perforées, voire directement des saisies sur clavier électromécanique.
La mécanographie s'est développée de la fin du XIXe siècle jusqu'au milieu des années 1960 sous deux formes très différentes, concurrentes ou complémentaires :  
- l'emploi d'ateliers de machines à cartes perforées ;
- l'emploi d'ateliers de machines comptables.

À partir de 1960 environ, ces deux outils de calcul et de gestion ont été remplacés progressivement par l'emploi d'ordinateurs qui vont devenir essentiels au début des années 1970. La mécanographie fera dès lors partie intégrante de l'informatique en se limitant à la conception et l'étude des sous-ensembles électromécaniques de certains ordinateurs (disquette, disque dur, etc.) mais aussi des imprimantes. Malgré l'utilisation majoritaire des composants électroniques au sein des ordinateurs du début du XXIe siècle, les recherches sur la nano-mécanique pourraient rééquilibrer la place de la mécanographie au sein de certaines machines.
Dans la mécanographie utilisant des appareils à cartes perforées, ces cartes servaient essentiellement de support des données en entrée et en sortie ; en fin de traitement elles servaient de mémoires de masse ainsi que de fichiers historiques, mais commencèrent également à servir de support des programmes à assembler durant l'apogée de la mécanographie (années 1960) et surtout à partir des débuts de l'informatique. À partir de 1965, la carte perforée fut progressivement remplacée par divers moyens de saisie et de mémorisation (disques durs, bandes magnétiques, disquettes, cassettes, saisie sur terminal, sur micro-ordinateur), jusqu'à disparaître complètement au milieu des années 1980.

## Mécanographie employant des ateliers à cartes perforées

### Principes généraux de la mécanographie à cartes perforées

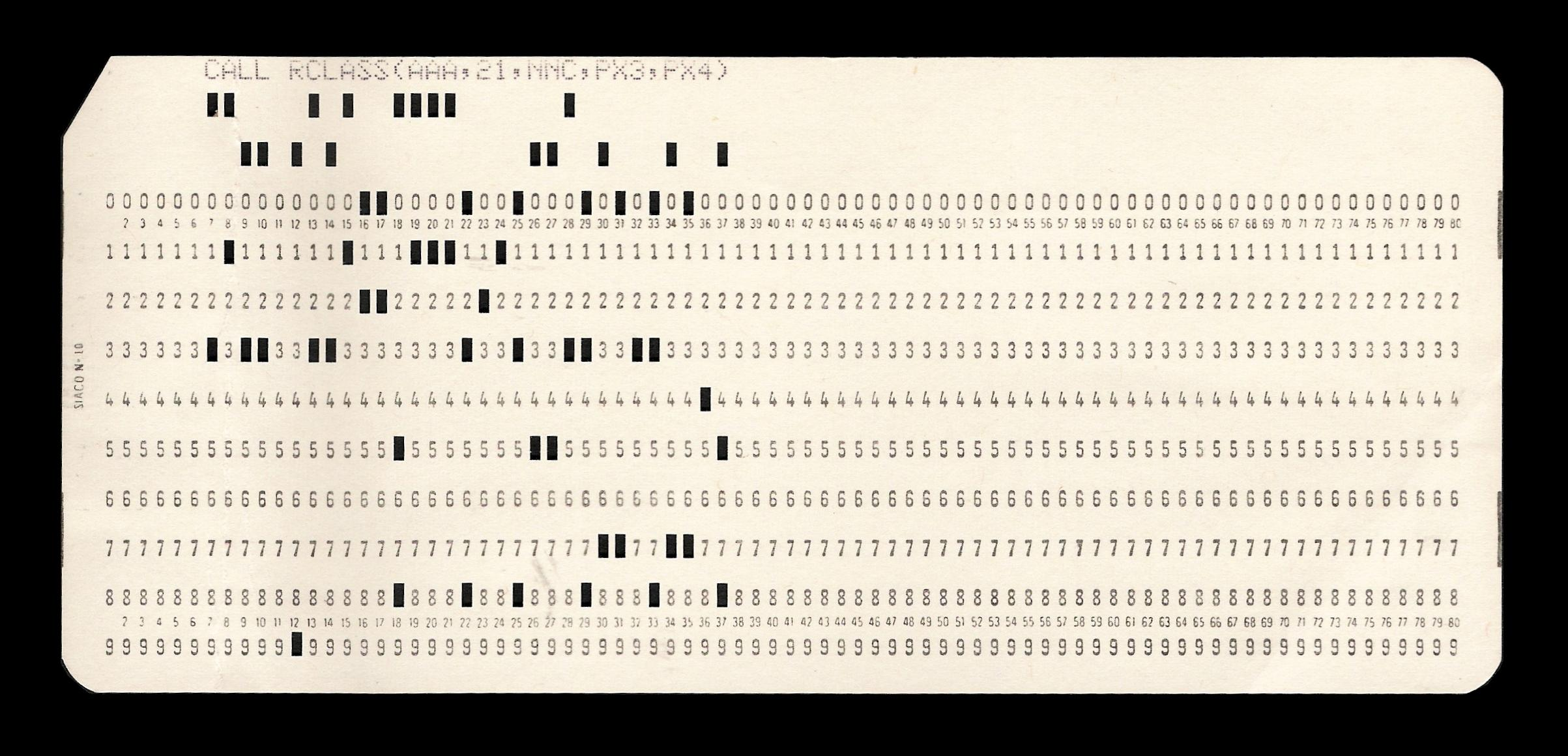
Carte perforée à 80 colonnes.

Ce domaine de la mécanographie est né en 1890 pour les besoins du recensement américain. Herman Hollerith, employé au bureau de recensement, imagina un système de traitement de cartes perforées susceptible d'accélérer considérablement le dépouillement de ce recensement.
Les premières applications de ce qui ne s'appelait pas encore la mécanographie furent donc des applications de statistiques. Les appareils à cartes perforées utilisés étaient alors appelés machines à statistiques, avant de devenir des tabulatrices. Mais, surtout à partir du début des années 1930, ces machines furent progressivement utilisées pour toutes sortes d'applications de gestion : facturation, gestion de stocks, suivi de fabrication, paie, comptabilité, tenue de comptes bancaires, etc.

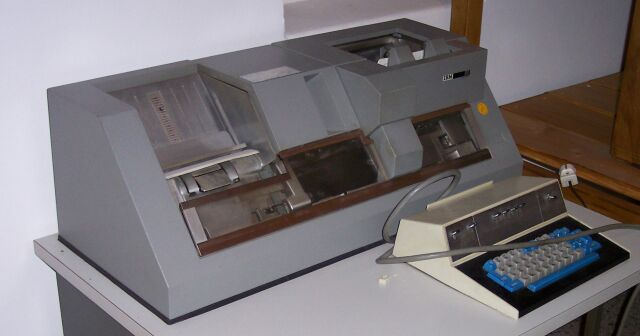
Perforatrice IBM 029.

Les premières imprimantes n'apparurent qu'en 1920. Jusque-là, les machines à statistiques produisaient leurs résultats sur des roues totalisatrices gravées dont il fallait relever le résultat en le recopiant à la main.
La saisie sur cartes perforées s'effectuait au début sur des poinçonneuses manuelles purement mécaniques qui furent assez rapidement remplacées par des perforatrices, appareil électro-mécanique à clavier comprenant en général un pavé alphanumérique analogue à celui des machines à écrire, complété d'un bloc purement numérique destiné à accélérer la saisie des tableaux de chiffres.
Par ailleurs, la même carte pouvant être utilisée plusieurs fois pour des travaux différents, il était nécessaire de pouvoir trier un paquet de cartes en fonction d'un champ donné. Ceci était effectué à l'aide de trieuses, qui sont des machines dotées d'une mécanique complexe permettant de répartir les cartes dans 13 cases en fonction de la valeur d'une colonne de la carte. Le tri sur un champ nécessitait donc autant de passages sur la trieuse que le nombre de colonnes dans le champ considéré (en réalité, un tri sur une colonne numérique nécessitait un seul passage, mais deux passages pour une colonne alphabétique). Le mode opératoire permettait d'effectuer au choix des tris croissants ou décroissants.
Certaines applications nécessitaient un interclassement de cartes reliées logiquement (par exemple mettre une carte d'en tête de facture, suivie des cartes des différentes lignes de cette facture). Ces cartes devaient comporter un champ commun. Ceci était réalisé au moyen d'une interclasseuse, appareil permettant de mettre en entrée les deux paquets de cartes à interclasser, et d'obtenir le résultat sous forme de cartes interclassées en sortie.
Pour faciliter la manipulation des cartes par les opérateurs, il fut jugé utile de traduire en clair le contenu de la carte pour leur éviter d'avoir à interpréter en permanence les perforations. Ceci était réalisé par des traductrices ou tout simplement par l'impression d'une ligne en clair par la perforatrice au moment de la saisie.
Il pouvait également s'avérer nécessaire de reproduire telle quelle une carte pour l'incorporer dans plusieurs fichiers distincts. Cette opération était réalisée sur une reproductrice qui perforait en une seule fois l'ensemble des perforations de la nouvelle carte.
Un atelier de mécanographie comprenait donc : 
- un certain nombre de perforatrices, complétées de vérificatrices (appareil analogue muni d'une sonde, sur lequel on effectuait de nouveau la saisie, la nouvelle saisie étant comparée à l'ancienne, et la carte mise de côté en cas de différence nécessitant une nouvelle vérification et éventuellement une nouvelle saisie) ;
- en général une seule traductrice ;
- une ou plusieurs trieuses ;
- une ou plusieurs interclasseuses ;
- une ou plusieurs reproducrices ;
- un lecteur perforateur de cartes à graphites ;
- une ou plusieurs calculatrices connectées à perforateurs ;
- une ou plusieurs tabulatrices ayant chacune son imprimante ;
- certaines de ces tabulatrices pouvaient recevoir le renfort d'une calculatrice ;
- certaines pouvaient également disposer en sortie d'une perforatrice connectée permettant de produire des cartes de synthèse entrant dans de nouvelles chaînes de travaux.

Le fonctionnement de ces appareils mécaniques pouvait être assez bruyant. Le bruit dans un atelier mécanographique, dans l'atelier de saisie et surtout dans celui des "grosses machines" de traitement, pouvait provoquer une réelle fatigue qui devait régulièrement être combattue par des exercices de détente appropriés.

### L'émergence de la mécanographie en Europe

#### Importations américaines
Les premières machines à statistiques sont apparues en Europe peu après la première guerre mondiale, principalement dans les compagnies d'assurances, grosses consommatrices de statistiques pour leurs services d'actuariat. Ces machines étaient de fabrication américaine : HOLLERITH et POWERS. Cette dernière entreprise était une filiale du groupe Remington Rand.
En France, la Société productrice des machines HOLLERITH (qui devient IBM aux États-Unis en 1924), est représentée par la Compagnie Electro-Comptable qui ne deviendra IBM France qu'en 1947. Suivant les pays européens, la Powers distribue soit directement, soit via une licenciée anglaise appartenant à l'assureur Prudential, Powers Ltd. (Powers-SAMAS en France), qui éliminera bientôt Remington-Powers du marché européen.

#### Naissance d'un constructeur européen: Bull
En 1920 apparaît le premier constructeur européen, Fredrik Rosing Bull, ingénieur norvégien qui vend principalement dans des sociétés d'assurances scandinaves et suisses. Quand il meurt prématurément en 1925, il a vendu 8 machines. Un homme d'affaires belge, Émile Genon, rachète les brevets, embauche K.A. Knutsen, l'ancien bras droit de F.R. Bull, et fait fabriquer en Suisse par la Société Egli Bull, filiale d'un industriel spécialisé en machines comptables, qui rachète ces brevets. En 1931, Egli-Bull transfère sa fabrication en France pour des raisons de marché, de législation sur les brevets, et de coût plus bas de la main d'œuvre qualifiée. L'entreprise, à capitaux devenus majoritairement français, va connaître un grand essor sous le nom de Compagnie des Machines Bull, après quelques années difficiles.
Le seul autre pays européen qui développe une industrie mécanographique propre est l'Angleterre, avec Powers-SAMAS et la British Tabulating Company (en) (futur ICL), du fait des spécificités du système monétaire non décimalisé. Dans certains autres pays, commence une activité industrielle de montage et de maintenance sous licence américaine. Quelques firmes allemandes essaient de se diversifier dans ce secteur, sans succès – à part l'ancienne filiale d'IBM, DeHoMag, qui reprend son indépendance sous le nazisme et développe quelques appareils en propre.

#### Utilisation de la mécanographie en Europe à la veille de la Seconde  Guerre mondiale
En 1935 un rapport estime que 3 500 machines sont installées aux États-Unis, et environ la moitié pour l'ensemble de l'Europe, avec des parcs significatifs en Angleterre et Allemagne. La France tient la 3e place européenne, loin derrière les deux premiers, avec quelques centaines de machines, pratiquement toutes importées (la Compagnie des Machines Bull n'a encore qu'une quinzaine de clients). Belgique, Suisse, Italie, Roumanie, Russie sont très loin derrière. Près de 90 % du parc français installé est constitué de machines Hollerith. Les gros consommateurs sont les compagnies d'assurances, les sociétés de chemins de fer (en particulier pour la gestion de la maintenance : stocks de pièces détachées et suivi des travaux en atelier), les banques, certaines administrations publiques (finances, douanes, intérieur), et les grands industriels. L'armée en revanche est très en retard, en particulier par rapport à l'armée allemande (qui saura mobiliser ses troupes avec tout leur équipement et leur armement au complet avant la fin 1939 grâce à ses applications mécanographiques opérationnelles avant 1935, alors que l'armée française n'aura pas encore fini de mobiliser correctement en mai 1940, l'État-Major n'ayant pas compris l'intérêt de telles applications),.

#### Mécanographie et organisation scientifique du travail
Dans les entreprises, le facteur favorable à l'expansion de la mécanographie est la diffusion des méthodes d'organisation scientifique du travail, considérées comme la clé indispensable pour sortir de la crise du début des années 1930.
En 1936, René Carmille, Contrôleur général de l'Armée, publie De la mécanographie dans les administrations (Sirey), ouvrage qui sera réédité douze fois jusqu'en 1943. Après la description d'applications à la gestion de la production des entreprises, il décrit des applications d'administration publique, notamment un recensement de la population active et annonce la structure du numéro d'identification des personnes physiques connu aujourd'hui sous l'appellation de Numéro de sécurité sociale en France  ou encore, "numéro INSEE". Il y montre l’intérêt pour les différents ministères d'identifier par ce même numéro les personnes physiques dont ils gèrent les dossiers . De la sorte il sera facile d'apparier ces fichiers (via les interclasseuses) pour enrichir et rationaliser l'information sur les administrés, ce que reprendra trente ans plus tard le projet d'interconnexion connu sous le nom de projet SAFARI. Plusieurs polytechniciens ayant quitté l'armée après la guerre sont des propagateurs actifs de ces méthodes et de la mécanographie.

#### Croissance des installations
Le rythme d'installations va connaître une forte croissance (+30 à 50 % annuels) à l'approche de la Seconde Guerre mondiale.
Le rythme d'installations souffre des années de guerre et d'occupation, mais pendant cette période, les innovations continuent à apparaître, notamment l'emploi de circuits imprimés et de diodes au germanium.
Mais c'est l'après-guerre qui va définitivement assurer le succès de la mécanographie, avec de nouvelles inventions comme le calculateur connecté à la tabulatrice et l'apparition des premières mémoires de masse magnétiques (tambours magnétiques et bandes magnétiques). En effet, les applications de la mécanographie étaient contraintes jusque-là par la nécessité de traiter intégralement le contenu d'une carte pendant la durée de son passage dans la machine. Il n'y avait donc pas de possibilité d'effectuer des calculs très complexes comme les calculs scientifiques. L'arrivée de calculateurs électroniques connectés aux tabulatrices vers 1950 ouvre la voie à des applications beaucoup plus sophistiquées puisqu'elles sont effectuées dans une machine dédiée à très grande vitesse. Ces calculateurs électroniques ne sont plus programmés à l'aide d'un tableau de connexion, mais grâce à des programmes enregistrés eux-mêmes sur cartes perforées. Le calculateur, qui est considéré au départ comme une annexe de la tabulatrice, va devenir dans la phase suivante, du fait de sa capacité illimitée de programmation, l'élément central du système de traitement de l'information.

#### Vers la fin de la mécanographie classique
En 1959, IBM présente une nouvelle génération d'ordinateurs (mot adopté pour electronic computer en 1955), incorporant les technologies d'enregistrement magnétique, de transistors et de programmation. Le modèle IBM 1401 regroupe les fonctions assurées jusque-là par les différentes machines électromécaniques complémentaires : tabulatrice, trieuse, interclasseuse, etc. Le terme informatique, proposé en France en 1962, remplacera progressivement mécanographie au cours des années 1960.

### L'organisation du travail et les métiers de la mécanographie

#### Le traitement par lots
La grande nouveauté d'organisation introduite par la mécanographie est le principe du traitement par lots (batch processing). Jusque-là, dans une entreprise, un employé effectue successivement plusieurs phases de travail sur un document avant de passer au document suivant. Par exemple enregistrement d'une commande, préparation des articles, calcul et édition d'une facture, enregistrement de cette facture. Pratiquement, un évènement traduit par un document (une commande) est immédiatement traité dans son intégralité.
Dans le traitement par lots, toutes les phases de travail sont décomposées : on saisit une pile de documents de fonction identique (les commandes de la journée) et on fait perforer les cartes correspondant à ce lot par un service spécialisé (perfo/vérif). Le lot de cartes va ensuite passer dans les différentes phases de traitement préparation des livraisons, calcul et édition des factures, bordereau de livraison, récapitulation comptable. En pratique, la mise sous forme de lot se traduit en moyenne par un décalage d'une journée dans le traitement, certains aspects du traitement étant repoussés à la fin de la semaine ou du mois.

#### Avantages et difficultés du traitement par lots
Ce traitement par lots est la condition d'une mécanisation efficace. Il est surtout la garantie d'une stabilité dans la manière d'effectuer les traitements : plus de circuits parallèles, plus d'à peu-près, plus de flou. Le mécanisme de traitement doit être décrit rigoureusement et être effectué toujours de la même manière. Dans beaucoup d'entreprises, ce qui est cherché avec l'introduction de la mécanographie n'est d'ailleurs pas tant un gain de productivité administrative qu'un renforcement radical de la rigueur de gestion. On comprend que de tels principes très structurants aient séduit les adeptes de l'organisation scientifique du travail.
Cette modification de l'organisation du travail ne va pas d'ailleurs sans difficultés. Certains ont l'impression d'être dépouillés de leur savoir-faire professionnel. D'autres mettent en avant la souplesse commerciale qu'autorisait l'organisation antérieure et craignent que la clientèle ne soit rebutée par des traitements trop standardisés de ses commandes. D'autres enfin craignent de devoir apprendre à manipuler de multiples codes, avec tous les risques d'erreurs associés.

#### Nouveaux métiers
De nouveaux métiers apparaissent qui peuvent être pour certains l'occasion d'une forme d'ascension sociale. Non pas tant dans les tâches d'exécution répétitive, telles que la saisie de données, mais dans des tâches plus conceptuelles, celles qui donneront naissance aux métiers d'analyse et de programmation, ou dans les métiers de l'exploitation. Sans compter les métiers liés, chez les constructeurs, à la conception, la fabrication, la mise en route, la maintenance des appareils mécanographiques, la formation et le conseil associé pour la mise en place des applications :cours de méthodologie pour l'établissement des chaînes de travail et organigrammes servant à définir les opérations à effectuer pour l'obtention des résultats.

#### Formation
Pendant toute la période de la mécanographie, aucun mécanisme de formation aux nouveaux métiers n'existait dans le cadre de l'Éducation nationale ou des diverses écoles professionnelles. L'intégralité du processus de formation était entre les mains des constructeurs de matériels mécanographiques, avec des formations ouvertes à la suite de tests de logique et d'intelligence, dont les diplômes pouvaient être reconnus officiellement par l'Éducation nationale et par les employeurs, y compris les administrations publiques. Par la suite, avec l'apparition de l'informatique au début des années 1960, certaines écoles d'ingénieurs et de techniciens, puis progressivement certaines universités très proches du monde professionnel, ont commencé à former des professionnels de ces nouveaux métiers, tandis que se détachaient des constructeurs des Sociétés de services et de conseil en informatique (SSCI) qui récupéraient progressivement la majorité de ces tâches de formation et de support au démarrage des applications.

### De la mécanographie à l'informatique

#### Au début: technologies nouvelles, mais organisation identique

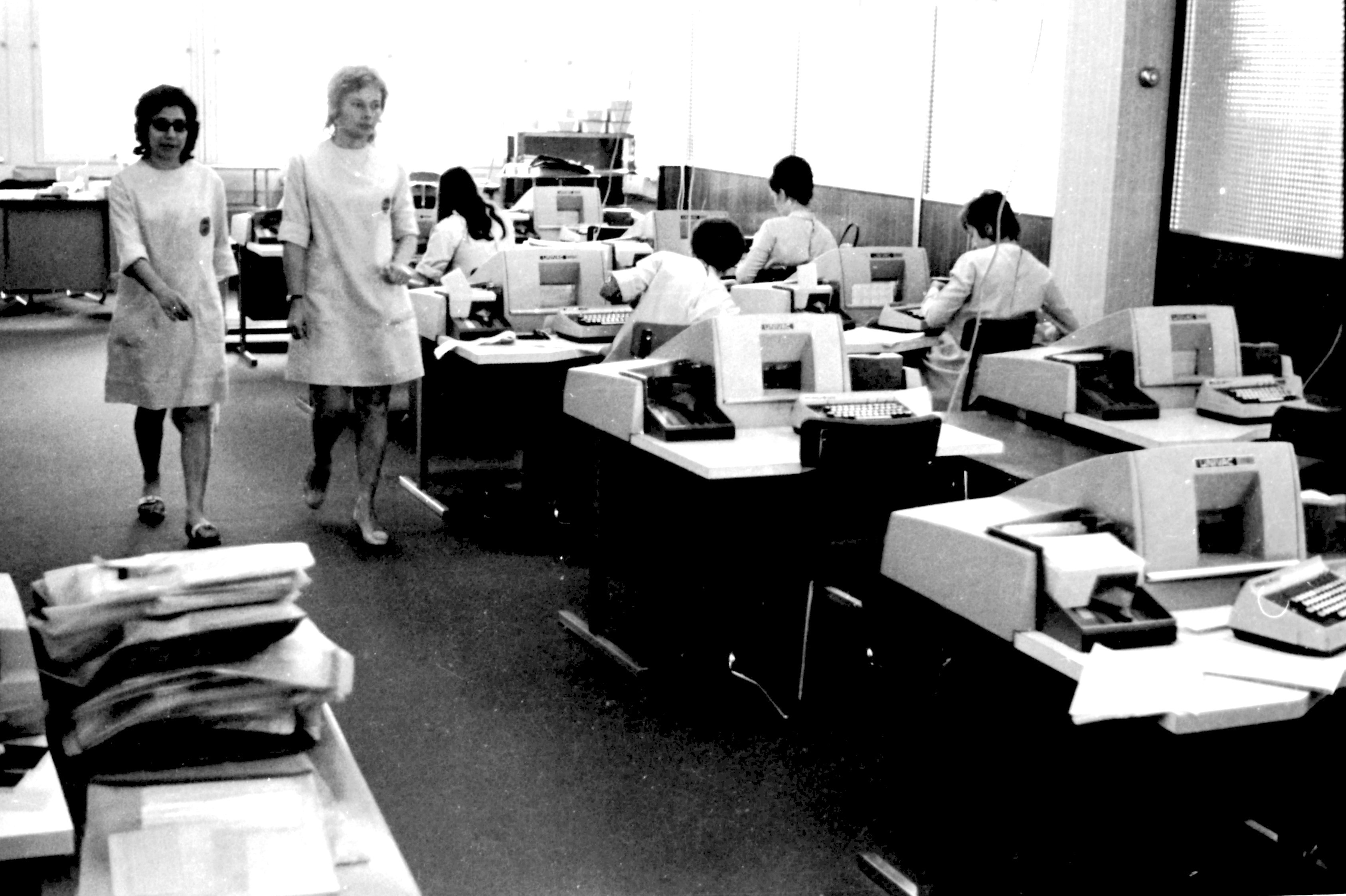
Perforatrices UNIVAC à la société CCMC de Vienne (Isère) le 4 août 1971

Les premières années de l'informatique (années 1960) n'ont pas apporté de très grandes transformations dans l'organisation du travail mis en place avec la mécanographie : saisie des données (toujours sur cartes, puis progressivement sur bandes, sur disquettes, sur terminal) effectué par un personnel spécialisé organisé en atelier, puis traitements par lots.
Cependant, l'emploi de programmes sur cartes (puis sur bandes, sur disques) permettait de concevoir des applications beaucoup plus sophistiquées que ce qu'autorisaient jusque là les tableaux de connexion des tabulatrices. En outre un paquet de cartes effectuant une séquence complexe pouvait être réutilisé dans différents programmes. C'est l'apparition de la notion de sous-programme. Les langages de programmation, d'abord très proches des commandes disponibles sur les machines, évoluent pour combiner plusieurs opérations : assembleurs puis langages de 3e génération (principalement COBOL et FORTRAN). Un langage particulier, très proche de la logique mécanographique, le RPG (Report Program Generator) ou GAP en français (Générateur Automatique de Programme), continue d'être largement utilisé dans les mini-ordinateurs IBM. Il s'est enrichi au fil du temps de fonctionnalités liées aux évolutions de l'informatique.

#### Des doutes au départ sur les performances de l'informatique
Sur le plan des performances, l'électronique apporte un champ de possibilités immenses. Mais certains spécialistes craignent au début qu'une seule machine effectuant à la fois le travail d'une tabulatrice de plusieurs trieuses et interclasseuses ne soit handicapée par la disparition du parallélisme des tâches, et par les temps de tri et d'interclassement. Ce qui n'est pas faux au départ lorsque les tris sont effectués sur des dérouleurs de bandes peu performants avec des algorithmes encore rustiques. L'évolution de la performance des dérouleurs, puis l'arrivée du tri sur disques, aidé par des algorithmes travaillant directement sur des tables de plus en plus vastes en mémoire, ou par des méthodes de tris d'index, va régler ce problème.
Restait la difficulté du remplacement de plusieurs machines par une seule. C'est le développement du travail des ordinateurs en multitâches ou en partage du temps de travail (inventée peu avant la fin de la mécanographie, mais qui deviendra progressivement la règle en informatique) qui a résolu cette difficulté en permettant par exemple d'effectuer un ou plusieurs tris en même temps qu'une application principale.

#### L'innovation des consoles à clavier-écran
Dès le milieu des années 1960, on voit également apparaître la décentralisation des ordinateurs par off line. L'opération consistait à tirer des câbles coaxiaux de l'unité centrale vers le service demandeur d'une console ; clavier-écran non intelligent pour l'opérateur. Il ne s'agissait pas d'y effectuer de longues saisies de données, mais de pouvoir donner des ordres, effectuer des consultations de fichiers, de faire du traitement de texte, des travaux de secrétariat, etc. On commence à rêver de la saisie sur écran et d'un retour de certaines fonctions de saisie des ateliers spécialisés vers les services utilisateurs qui vont pouvoir ainsi être totalement responsables de la qualité de l'information qu'ils traitent. Ces services voient dans cette évolution une récupération d'une certaine maîtrise des circuits de traitement que la mécanographie leur avait fait perdre. Sur le plan de l'organisation du travail, ces consoles clavier-écran, retrouvaient la philosophie des machines comptables et surtout, ils annonçaient l'irruption en masse de la microinformatique, aboutissement du processus de ré-appropriation du circuit complet de traitement par une personne.

#### Quelques aspects d'organisation qui ont survécu à la mécanographie
Les modernes centres d'appels (call-centers), dans lesquels des dizaines d'opérateurs, côte à côte dans des boxes, dialoguent tout en saisissant des informations sur des écrans préformatés, constituent une version moderne et toujours aussi taylorienne des ateliers de saisie mécanographiques.
L'arrivée des premiers écrans d'ordinateurs au début des années 1970 et du mode "transactionnel" au milieu de ces mêmes années 1970 n'a pas provoqué immédiatement la fin du traitement par lots. En réalité, on a commencé par reproduire les ateliers de perfo/vérif sous forme de rangées d'écrans de saisie, profitant seulement des possibilités de contrôle immédiat. Mais les applications qui suivaient restaient structurées par lots. Ce n'est bien souvent qu'au début des années 1980, voire très tardivement dans ces années (dans le secteur bancaire par exemple) que les transactions vont aller jusqu'à une mise à jour immédiate des fichiers centraux. Aujourd'hui encore, on trouve des ateliers de saisie de ce type, même si l'ergonomie du poste de travail a été renouvelée grâce à la micro-informatique. Et encore aujourd'hui, cette saisie peut produire dans certains cas un fichier de manœuvre qui ne met à jour les bases de données permanentes qu'en différé lors d'un traitement par lot journalier.
La technologie de tri des cartes perforées a donné naissance à la fin des années 1950 au tri de chèques. Ceux-ci étaient prémarqués pour une part (CMC7, OCRA, OCRB...) et postmarqués dans des ateliers de saisie continuant l'organisation taylorienne des ateliers de perfo/vérif. Les lectrices/trieuses de chèques étaient les héritières directes des trieuses de la mécanographie, mais avec des machines beaucoup plus rapides, plus grandes, avec en général un plus grand nombre de cases de sélection.
Ce type d'application, avec des technologies adaptées, s'est beaucoup plus tard également retrouvé dans les ateliers de tri postal automatisé, pour lesquels un postmarquage du code postal sous forme de code à bâtonnets a été nécessaire tant que la lecture optique de ces codes n'était pas assez fiable.
Le principe du CMC7, du moins en ce qui concerne la lecture de bâtonnets, a donné naissance dans les années 1980 au mécanisme de code-barres, dans lesquels la lecture n'est plus magnétique mais optique. La principale difficulté de cette nouvelle technologie a été de mettre sur pied une codification normalisée acceptée mondialement par tous les industriels et les acteurs de la distribution.
Toutes ces applications et les modes d'organisation correspondants continuent d'exister.

### Repères chronologiques
Dates importantes, :
- 1890 : Premier recensement américain effectué selon des méthodes mécanographiques en fonction du brevet déposé par Herman Hollerith
- 1896 : Hollerith fonde la Tabulating Machine Co, principale racine de ce qui deviendra plus tard (1924) IBM
- 1920 : l'ingénieur norvégien Fredrik Rosing Bull construit les premières machines mécanographiques européennes
- 1920 : première tabulatrice avec impression  (Hollerith)
- 1925 : première trieuse horizontale (Hollerith)
- 1928 : IBM lance la carte perforée à 80 colonnes à trous rectangulaires qui deviendra, après des années de procès sur les brevets, le standard de la profession, et lance la même année la première tabulatrice à soustractions, ouvrant la voie aux applications comptables
- 1930 : enregistrement d'alphanumérique sur les cartes 80 colonnes
- 1934 : la vitesse d'impression portée pour la première fois à 150 lignes par minute (Bull) grâce à l'invention du tambour d'impression, record qui tiendra 17 ans
- 1941 : René Carmille, chef du service national des statistiques, crée un fichier répertoire de tous les Français qui deviendra le Répertoire National d'Identification des Personnes physiques (RNIPP) pour lequel est inventé un numéro national qui deviendra le code Insee puis le NIR utilisé par la Sécurité sociale. Sous couvert d'un Service National des Statistiques (SNS), il met sur pied clandestinement le fichier de mobilisation de l'armée d'armistice, qui avait le projet d'appuyer, le moment venu, une intervention des Alliés. Le débarquement d'Afrique du Nord en 1942 et l'invasion de la zone sud mit fin au projet.

## Mécanographie employant des machines comptables
Les appareils mécanographiques comptables peuvent être classés en plusieurs catégories :

### Mécanisme à mouvement continu
Le calcul s'effectuant sur un mode analogique, la précision du calcul dépend de la précision du mécanisme, de la saisie et des moyens de lecture du résultat.
- Règle à calcul ;
- Intégromètre ;
- Plus généralement, tout instrument de mesure qui ne mesure pas une donnée discrète.

### Mécanisme à mouvement discontinu
Le calcul s'effectuant sur un mode numérique, il peut être mathématiquement exact.
- Pascaline ;
- Caisse enregistreuse.

### Fonctions

#### Machines à calculer
Selon le Comité national de l'organisation française (CNOF) : « Tout ensemble de machines, d'aspect, de conception et de construction souvent très différents, mais ayant cette caractéristique commune d'effectuer automatiquement, sans effort mental de la part de l'opérateur, tous calculs arithmétiques ou certains seulement. »

#### Machines comptables
Selon le CNOF : « Ensemble des machines et des appareils qui servent tant à l'établissement de documents préparatoires de comptabilité [...] qu'à la tenue des écritures comptables proprement dites. »

##### Machines comptables à introduction frontale
L'américain William Burroughs attacha son nom à la première machine comptable, créée en 1885. Elle engageait déjà la comptabilité dans des voies nouvelles. Les années 1950 virent la fin de l'ère de la comptabilité manuelle centralisatrice et le début de la période de la vulgarisation des machines comptables dans les grandes entreprises et les administrations, jusqu'au début des années 1980. Maintien des ateliers de ces machines onéreuses et redondantes du fait de l'implantation des traitements mécanographiques dans les grandes entreprises et administrations. Pourtant, la comptabilité générale était exclusivement assurée par des machines comptables à introduction frontale, plus connues sous le terme de positionneuses comptables à double entrée. Les premières étaient même à triples entrées. Il fallait introduire le papier-carbone, avant la mise sur le marché du dispositif des doubles rubans encreurs.
Ce qualificatif d'entrées multiples, elles le devaient à la conception spéciale du chariot. Ces introductions frontales multiples laissaient présager des complications, rien que par la polyvalence dont elles étaient affublées. Pour elles aussi se vérifiaient le dicton : « qui trop embrasse mal étreint ».
Le traitement de la comptabilité générale était donc uniquement réservé aux positionneuses comptables à introduction frontale, qui évoluaient dans l'ombre de la mécanographie d'abord et des ordinateurs ensuite. Il y avait en 1965, cinq NCR à la Société alsacienne de constructions mécaniques (ACM) de Mulhouse. Malgré tout le bien que l'on pouvait en dire, elles avaient le lourd handicap de présenter des comptes qui étaient loin de fournir une situation immédiatement exploitable dans le domaine de la gestion des tiers. Les détails du solde restaient à extrapoler manuellement de la masse des écritures enregistrées chronologiquement par le comptable pour obtenir l'extrait de compte des créances dues ou à recevoir. Elles restèrent, toute la durée de leur mise en application, un moyen de gestion très lourd et très coûteux.
Elles étaient prévues pour imprimer à la fois les journaux et les comptes individuels des différentes comptabilités auxiliaires. Dans ce but, elles étaient équipées de grands chariots qui pouvaient recevoir à la fois le journal, le papier-carbone et le compte individuel. La passation des écritures s'opérait de la manière suivante : l'opérateur introduisait dans un premier temps le journal auxiliaire à traiter et le papier-carbone pour la durée de la saisie de la nature des écritures préparées. Il prenait ensuite le paquet des comptes individuels assortis aux pièces comptables correspondantes préparées et codifiées à l'avance. Lors de chaque changement de compte, il fallait desserrer le compte traité pour le sortir de la machine avant d'introduire le suivant tout en conservant le journal en place.
Ainsi, il y avait souvent surimpression d'écritures. Ce défaut était préjudiciable lors de l'opération du lettrage et par suite à la lecture du compte lors du relevé des écritures non lettrées.

##### Inconvénients du système
Le reproche que les décideurs pouvaient formuler envers ces machines onéreuses était celui de n'avoir pas contribué à améliorer les délais de sorties des résultats intermédiaires ni de fin d'exercice, restés à J + 45, de n'avoir en rien participé à l'amélioration de la gestion comptable des entreprises et de n'avoir en rien modernisé le suivi ni la surveillance des comptes de tiers. Comme pour toutes méthodes manuelles en vigueur (Système du journal Américain, système centralisateur à l'italienne et Obbo), l'utilisation de ces machines malgré tous les perfectionnements qu'elles avaient subis, même arrivées au niveau d'ordinateurs de comptabilité, elles ne furent pas en mesure de sortir le relevé des détails du solde précédent. Comme au bon vieux temps silencieux et discret du grand livre tenu manuellement, les comptables devaient, dans le bruit de l'atelier des machines comptables, éplucher manuellement, comme auparavant, compte par compte, les écritures non lettrées pour mener à bien avec les mêmes difficultés les opérations de suivi des créances mensuelles.
Les constructeurs de ces machines comptables étaient très nombreux, notamment : AB Addo (en) - Adler - Bull - Burroughs Corporation - la Comptabilité Simplifiée Moderne (CSM), torpédo à introduction électrique - Facit - Hermès-Paillard - Hewlett-Packard -  Honeywell-Bull - IBM - ICS - Intertechnique - Japy - Kienzle - LogAbax - Mam - Nationale - NCR Corporation avec une positionneuse programmable - Nixdorf Computer - Olivetti – Olympia - Omnium promotion - Ordoprocesseur - pallas - Philips - Remington Rand - Rank Xerox - Ruff - Triumph - Singer-Friden - Wang Laboratories.
L'effectif
L'introduction de ces machines n'a en rien amélioré l'effectif des services comptables, au contraire. Les comptables des groupes auxiliaires des comptes généraux, de banques et des frais généraux devaient suivre des cours de formation d'opérateurs sur machines comptables s'ils voulaient garder leur emploi. Les groupes auxiliaires clients et fournisseurs ne pouvaient se passer d'un opérateur attaché à temps plein à la machine comptable attribuée à ces deux groupes.
Évolution technique des machines comptables
Les constructeurs de ces machines n'ignoraient pas que les services de traitements mécanographiques (et les ordinateurs par la suite) savaient tout faire sauf de la comptabilité dans les grandes entreprises. Nulle menace ne planait sur l'existence et l'avenir de cet immense pan spécialisé de l'industrie mondiale. Elles pouvaient évoluer tranquillement à l'ombre des ordinateurs. Très primitives à l'origine, elles ne donnaient même pas l'aperçu de ce qui était frappé par l'opérateur. Le métier exigeait donc d'authentiques champions du clavier. Pour cette raison, les chambres de commerce et d'industrie organisaient des concours de vitesse de frappe sur machines à écrire.
L'apparition de la deuxième génération palliait largement ce manque de convivialité. Comme on n'arrête pas le progrès, elles furent par la suite dotées de lecteurs de cartes ou de bandes perforées pour devenir de rentables utilisatrices des sous-produits de l'informatique. Des statistiques de ventes, d'achats, les relevés mensuels de TVA, etc., élaborées en ordinateur ou par des facturières munies de perforateurs de bandes, servaient ensuite de supports d'entrée de données aux machines comptables.
Elles suivaient fidèlement l'évolution technique de l'informatique. Finalement, elles se trouvèrent munies de lecteurs de cassettes, de disques durs et d'écrans de consoles d'ordinateurs. Avant de disparaître elles faisaient figure d'ordinateurs comptables tout en conservant les inconvénients des positionneuses comptables à double introduction qu'elles n'avaient jamais cessé d'être.
La mise au point des comptes à bandes magnétiques et l'introduction mécano électrique des comptes en machines palliaient lors du déclin, non seulement au manque de précision lors de l'introduction du compte, mais encore elle gardait en mémoire le dernier solde imprimé sur le compte, ce qui évitait sa reprise manuelle par l'opérateur qui passait la suite des écritures.
Un oubli grave serait de négliger l'appréciation du coût d'un atelier de machines comptables. Son installation en grande entreprise se composait de 5 machines au minimum. Il fallait compter 400 000 FF l'unité, en 1965. Il n'y eut en France que deux grandes entreprises à se contenter d'ateliers composés de 4 machines. Ce furent les Mines de potasse d'Alsace et la Société commerciale des potasses d'Alsace. Elles furent l'une envers l'autre, seul fournisseur et seul client.
Avantages et inconvénients en gestion de l’usage des machines comptables
L’utilisation des positionneuses comptables à introduction frontale par un personnel spécialement formé se faisait à l'ombre des tabulatrices qui elles étaient des hyper-machines comptables pour qui savait les utiliser comme telles. Selon les constructeurs, elles s'avéraient "incapables" de faire de la comptabilité en grandes entreprises. En réalité, elles étaient depuis 1962, grâce au lettrage conversationnel, avec les ordinateurs, les seules machines en mesure de tirer en sous-produit du compte mensuel des tiers, les détails du solde des relevés périodiques des créances dues ou à recevoir.
Les comptes de tiers, tenus sur machines comptables devaient comporter la raison sociale de l’entreprise et les éléments exigés par le code du commerce. Ces possibilités permettaient aux constructeurs de prétendre qu'il n'y avait aucune difficulté pour conserver la présentation actuelle des comptes de tiers en mettant un terme à la comptabilité de papa.
Malheureusement, pour le prix qu'elles coûtaient, elles ne faisaient pas davantage que de la comptabilité à papa dans le domaine essentiel de la gestion des comptes de tiers.
Ces machines mécanisaient tout juste la tenue manuelle des grands livres avec tous leurs inconvénients en les extrapolant des précieuses reliures en cuivre pour le transposer en sous-produit des journaux sur machines comptables sous forme de comptes volants... Là, pour le malheur du comptable, ils gardaient comme auparavant l'historique des comptes. Les comptes de tiers gardaient les écritures soldées, mélangées aux écritures qui ne l'étaient pas.
Après avoir évité le report sans erreur possible des journaux vers les différents grands livres et de pouvoir imprimer sur le compte en fin de saisie les nouveaux montants débits, crédits et soldes présentaient les seuls avantages par rapport à la tenue manuelle des grands livres.

### Rôle attribué aux machines comptables
Ces machines comptables mécanisaient simplement le système centralisateur à l'italienne ainsi que le système Obbo. L'avantage de ces machines par rapport au système Italien ne résidait que dans l'ordre des choses à attendre d'une simple mécanisation d'un travail existant. D'éviter le report manuel du journal au grand livre ainsi que les erreurs de reports manuel du journal au Grand livre toujours possible restait à leur avantage. Ce simple pas en avant mit fin également à l'ère du calcul mental dans les Grandes entreprises et avec beaucoup de retard à la matière du Calcul rapide qui figurait au programme des examens de comptabilité de l'Éducation Nationale.
Elles apportaient en plus le calcul des montants débits, crédits et soldes par comptes et les totaux pour les journaux que leur permettait de produire en fin de saisie les 120 compteurs électromécaniques dont elles étaient équipées.
La mise en service de ces positionneuses avait leurs avantages et leurs inconvénients. D'abord elles étaient redondantes dès leur origine dans les Grandes entreprises et les Grandes administrations équipées en mécanographie. Elles firent leurs apparitions en France dans les années 1940. Par rapport au système Obbo, à l'origine, ces machines avaient surtout l'inconvénient de ne disposer d'aucun repère qui permettait de bien situer la première ligne libre du compte au-dessus de la ligne libre du journal, qui lui restait engagé en permanence.
Pourtant, la comptabilité de papa comme l'annonçait les promoteurs de ces machines était loin d'avoir fait son temps.
Elle n'avait changé ni dans la forme ni dans le fond la gestion des Grandes entreprises. Cette mécanisation n'avait en rien amélioré la cadence ni les délais de présentations des résultats (Compte de pertes et profits et bilans à l'époque). Comme lors de la comptabilité de papa (Comptabilité manuelle à l'italienne) les résultats semestriels tombaient, J+45 comme auparavant. Seulement, les comptes individuels étaient devenus flottants, classés dans des caisses mobiles. Le gain en maniabilité par rapport aux comptes fixes du grand livre se payait très cher en matériel et en personnel.
En résumé elles n'ont, comme toute simple mécanisation de tâches manuelles, en rien amélioré la clarté de la tenue des comptes ni les performances comptables dans le domaine de la périodicité de la présentation des résultats intermédiaires ni des résultats de fins d'exercices.

### Le lettrage comptable
Cette opération obligatoire se faisait après la saisie des écritures par l'opérateur sur machines comptables. Les comptes revenus à la comptabilité, les comptables devaient pour chaque paiement enregistré, rechercher les enregistrements des factures correspondantes pour les affecter de la lettre qui faisait suite alphabétiquement à la dernière déjà utilisée sur le compte.
Cette affectation manuelle consécutive à contrôle mental, ne devenait effective que si la soustraction du montant des factures correspondant au paiement se réduisait à zéro. Si tel n'était pas le cas, l'écriture prêtait à litige et restait ouverte, sinon factures et paiements étaient lettrés comme ci-dessus.

#### Relevés mensuels des factures
À la fin du mois, la détermination du détail des nouveaux soldes à traiter en guise de relances par relevés mensuels incombait aux comptables. Le relevé de ces détails se faisait manuellement selon les écritures non lettrées qui restaient à extraire du volume des écritures qui composaient le compte dans son intégralité. À la suite d'impayés, des comptes pouvaient garder en service plusieurs pages d'écritures. Il suffisait d'une seule écriture non soldée sur l’une des feuilles recto verso, pour empêcher son archivage.
Les relevés des écritures non lettrées constituaient les détails des relevés mensuels des comptes à éditer. Les brouillons ainsi rédigés restaient à dactylographier par les comptables ou par des secrétaires avant de les envoyer aux destinataires.
En raison même des efforts déployés, ce système ne permettait pas de relancer mensuellement la totalité des comptes et ceci malgré la subdivision du travail mis en application dans ce sens. Le travail journalier de routine, ne permettait pas de mener à terme ce travail, qui ne se posait qu’en fin des toutes les opérations d’arrêté des comptes.

#### Le métier d'opérateur
Alors que les comptables des comptabilités auxiliaires, des comptes généraux, des comptes de frais généraux et des banques tenaient à la fois le rôle de préparateurs et d’opérateurs sur machines comptables, ceux des comptabilités de tiers ne s’occupaient que de la gestion des comptes.
Lorsque le volume des affaires l’exigeait, la saisie des écritures se faisait par des opérateurs affectés de manière permanente au maniement des  machines comptables. Ils n’exerçaient alors que cette fonction.
Le décret 73374 du 28 mars 1973 a été mis spécialement en application pour l’attribution d’une prime de technicité aux opérateurs sur machines comptables. Ceci démontre bien l’étendue de cette fonction et la force de la corporation. Les bénéficiaires en sont les agents affectés de manière permanente au maniement d’une machine comptable, et exerçant réellement ces fonctions.
Description du compte :
Papier carton de 180 gr.
Recto-verso
40 lignes  d’écritures par face.

#### Lourdeur du compte dans le système
Tant qu’il restait une écriture recto ou verso non soldée par compte, ce dernier ne pouvait pas être archivé. Pour cette raison, les détails du solde d’un compte pouvaient s’étaler sur une dizaine de cartes pour un ensemble de 5 000 comptes pour une entreprise. De fait, il était pratiquement impossible de relancer mensuellement la totalité des comptes. On se notait le dernier compte relancé pour en reprendre la suite le mois suivant et ainsi en assurer le roulement, mois par mois. Finalement, un même compte était au mieux relancé deux fois par an, dans un lot de 3 000 clients ou fournisseurs.
Il est clair que malgré l’usage de ces machines coûteuses, la gestion des comptes de tiers laissait beaucoup à désirer.
Ce qui précède met bien en évidence la complexité de la gestion des comptes de tiers par machines comptables dans les grandes entreprises. Aussi ces difficultés justifient largement la volonté ainsi que les efforts déployés dans le domaine de la recherche sur machines à cartes perforées pour trouver une solution mécanographique en mesure de libérer les comptables de l'exploration sempiternelle d'un fichier immense ouvert à la chasse des écritures non lettrées.
Ces recherches systématiques préalables à la frappe des relevés des comptes se faisaient juste pour répondre à la mode en vigueur. L'absence d'échéances dont souffraient les enregistrements ne permettait pas d'en tirer un autre usage. Ce travail de Romains abattu en totale absence de suivi et sans méthode n'était finalement qu'un énorme gâchis juste bon à la ventilation et à l'aération des comptes volants.

#### Réhabilitation des tabulatrices
Usages des tabulatrices en comptabilité générale
Les comptables libéraux en cabinets pouvaient prétendre faire de la comptabilité en mécanographie sur tabulatrices. Cette prétention était valable par le fait qu'ils ne se chargeaient, ni de la tenue des comptabilités auxiliaires clients et fournisseurs, ni de celles des Débiteurs-Créditeurs Divers.
Les cabinets se contentaient de tenir les comptes collectifs des clients et fournisseurs. Leurs clients par l'ouverture de chemises individuelles se chargeaient manuellement, de manière extra-comptable de la gestion des détails des tiers ; du suivi des règlements clients et fournisseurs etc.
Cette manière d'opérer n'était pas envisageable dans les Grandes entreprises à cause du volume mensuel des factures et des règlements à traiter. Ces pièces comptables représentent encore 80 % du volume mensuel des pièces comptables à traiter. Pour cette raison les Grandes entreprises et les Grandes administrations civiles et militaires étaient équipées d'onéreuses, bruyantes et redondantes machines comptables à introduction frontale.
Redondantes parce qu'en 1962, Gilbert Bitsch , chef de projets à la SACM de Mulhouse, par l'invention du lettrage conversationnel de qualification des écritures comptable de son imagination, a réalisé le premier positionnement de détails mensuels des soldes des comptes de tiers. Par cette intervention les premières machines comptables ont été mises au musée ou à la casse. Cette première mondiale a été réalisée à l'encontre des constructeurs qui plaidaient haut et fort que ces machines savaient tout faire ; sauf la comptabilité des Grandes entreprises.
En 1966, le 1 401 installé à la production a été remplacé d'urgence par un 360/40. Sur incitation d'IBM, il a été installé au service administratif et comptable en remplacement de l'équipement classique.
La comptabilité réalisée sur tabulatrice était devenue l'application à finaliser en priorité sur l'ordinateur afin de pouvoir attribuer le mérite de l'innovation au 360/40, à la technique et non à l'homme. Il ne fallait pas que le monde sache que les machines comptables qui évoluaient à l'ombre de la mécanographie étaient redondantes dès leur origine.

### Repères chronologiques
- Machines à totaliseurs rectilignes : boulier chinois, abaque romain (antiquité)
- 1645 : Machines à compteurs circulaires, Pascaline de Blaise Pascal
- 1844 : Saisie par clavier, Schilgué (Strasbourg)
- 1870 : Impression des résultats, Barbour
- 1889 : Machines à table de Pythagore (Multiplication) : Léon Bollée
- 1908 : Machines capables de diviser par soustractions successives : Madas
- 1962 : Gilbert Bitsch, chef de projets administratif et comptable à la SACM de Mulhouse, remplace la première machine comptable par une tabularice IBM 421.

## Sources

### Machines comptables à introduction frontale
- Nixdorf Strasbourg Musée privé
- LA COMPTABILITÉ baromètre de l'entreprise - son organisation et son rôle aux mines de potasse.
- CNRS 5312-34  Circulaire no 79-202 et no 79-U-042 du 29-06-1979 et no 102/83 du 05-05-1983

### Mécanographie à cartes perforées
- Un musée de la mécanographie a ouvert ses portes début 2008 à Bourg-en-Bresse.
- Un colloque a été organisé les 30 mai et 13 juin 2007 par l'AHTI(Association des Historiens des Télécommunications et de l'informatique) sur la mécanographie à cartes perforées. Certains aspects de cet article sont directement issus des actes de ce colloque

- Plusieurs sites français apportent une riche documentation concernant l'évolution des appareils utilisés par la mécanographie. Par exemple :
  - Fédération des Équipes Bull, rubrique Histoire des ordinateurs en France/catalogue des systèmes,
  - ACONIT, rubrique histoire de la mécanographie.
- Le site personnel de Jean Bellec, responsable des études historiques au sein de la Fédération des Équipes Bull, contient un très intéressant document concernant la mécanographie. Ce document a été enrichi des apports du colloque de l'AHTI.
- voir aussi du même auteur son tableau général de chronologie de la mécanographie et de l'informatique (en anglais)
- Thèse de doctorat présentée par M. Aouatef Cherif à la Sorbonne en 2006 concernant l'histoire de la mécanographie au ministère français des Finances
- article de réflexion concernant les conditions d'introduction de la mécanographie à la fin du XIXe siècle par Jean-Louis Peaucelle. Publié dans le No 77 de Gérer et comprendre, septembre 2004.

Outre ces sources en français, on peut consulter divers sites anglophones, en général très axés sur l'histoire des matériels mécanographiques Hollerith/IBM, comme celui de l'Université de Columbia ou le site historique d'IBM.